# Stehlings
Stehlings gehört zur Siedlungsgruppe Holzstetten und ist ein Ortsteil der schwäbischen Gemeinde Eggenthal im Landkreis Ostallgäu in Bayern.

## Lage
Das Dorf liegt westlich von Eggenthal.

## Geschichte
Das Dorf gehörte bis ins 18. Jahrhundert zur Ronsberger Herrschaft von Stein. Nach deren Teilung gelangte es mit den umliegenden Orten 1749 an das Kloster Kempten unter Fürstabt Engelbert von Syrgenstein.
Der Ortsname erschien erstmals 1641 als zum Stehlin in Urkunden. 1809 erscheint der Ort als Stehlen, im Katasterplan von 1830 als Stehlin, 1864 schon als Stehlings. Anders als die umliegenden Weiler und Dörfer gehörte Stehlings früher zur Pfarrei Unteregg.